# Microascus griseus
Microascus griseus är en svampart som beskrevs av P.N. Mathur & Thirum. 1963. Microascus griseus ingår i släktet Microascus och familjen Microascaceae.   Inga underarter finns listade i Catalogue of Life.